# نانسي جونسون
نانسي جونسون (بالإنجليزية: Nancy Johnson)‏ هي لاعبة رماية أمريكية، ولدت في 14 يناير 1974.

## وصلات خارجية
- نانسي جونسون على موقع أوليمبيديا (الإنجليزية)